# Gorssel
Gorssel est un village néerlandais situé dans la commune de Lochem, en province de Gueldre. Il compte 4 043 habitants lors du recensement de 2015 et se trouve à mi-distance entre les villes de Deventer au nord et Zutphen au sud. Gorssel et ses environs sont marqués par des paysages variés, l'est du village étant boisé tandis que l'ouest est composé de champs bordant la rivière IJssel.

## Histoire

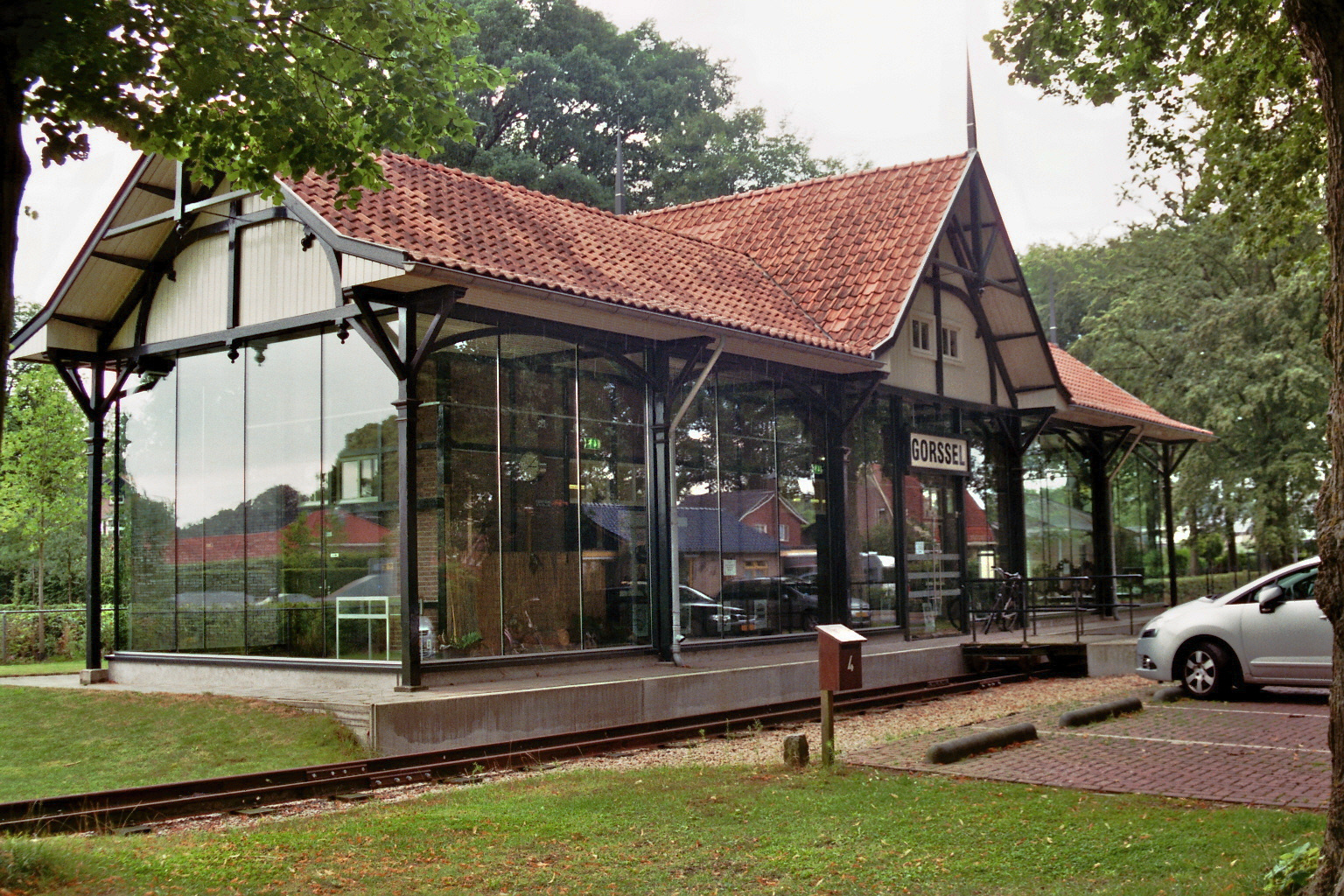
Ancienne station de tramway de Gorssel dans le centre du village.

Gorssel est desservi par la ligne de tramway de Deventer à Zutphen de la Tramweg-Maatschappij Zutphen-Emmerik (ZE) de 1926 à 1944. Le bâtiment de la station de tramway de Gorssel, distinct de la gare de Gorssel dans le village voisin de Joppe (1865-1938), est reconverti en salle d'exposition permanente retraçant l'histoire du village.
Durant la Seconde Guerre mondiale, le 18 mars 1945, Gorssel est bombardé par l'aviation britannique. La Résistance néerlandaise transmet des informations aux Alliés sur la possible présence du général allemand Johannes Blaskowitz dans le village. Le bombardement d'un quart d'heure cause la mort de cinq Allemands et sept civils néerlandais, mais Blaskowitz est absent. Les avions britanniques endommagent plusieurs bâtiments, dont la tour de l'église, que les Allemands utilisent jusque-là comme point de vue. Le 10 avril suivant, profitant de l'inopérabilité du point de vue, des soldats canadiens du 48th Highlanders of Canada traversent l'IJssel de nuit d'est en ouest sur le territoire du village. Ils accèdent ainsi au nord-ouest des Pays-Bas, qu'ils ont pour mission de délivrer de l'occupant allemand. L'opération Cannonshot de traversée de la rivière est un succès et permet le passage subséquent de la 1re Division du Canada vers Wilp. L'église du village et sa tour de 1632 sont réparées en 1947. La tour et l'église sont classées aux monuments nationaux en 1966 et 2004, respectivement.
Gorssel est une commune indépendante jusqu'en 2005, couvrant les villages environnants d'Almen, Eefde, Harfsen, Joppe et Kring van Dorth. Elle fusionne à cette date avec la Lochem pour former la nouvelle commune de Lochem. En 2015, le musée pour le réalisme moderne (en néerlandais : Museum voor modern realisme, Museum MORE), dit musée MORE, implanté dans l'ancien hôtel de ville de la commune, ouvre ses portes. Il connaît un franc succès, avec plus de 17 000 visiteurs dès les six premières semaines, ce qui lui permet d'ouvrir une annexe à Ruurlo dans la commune voisine de Berkelland, en 2017.

## Galerie

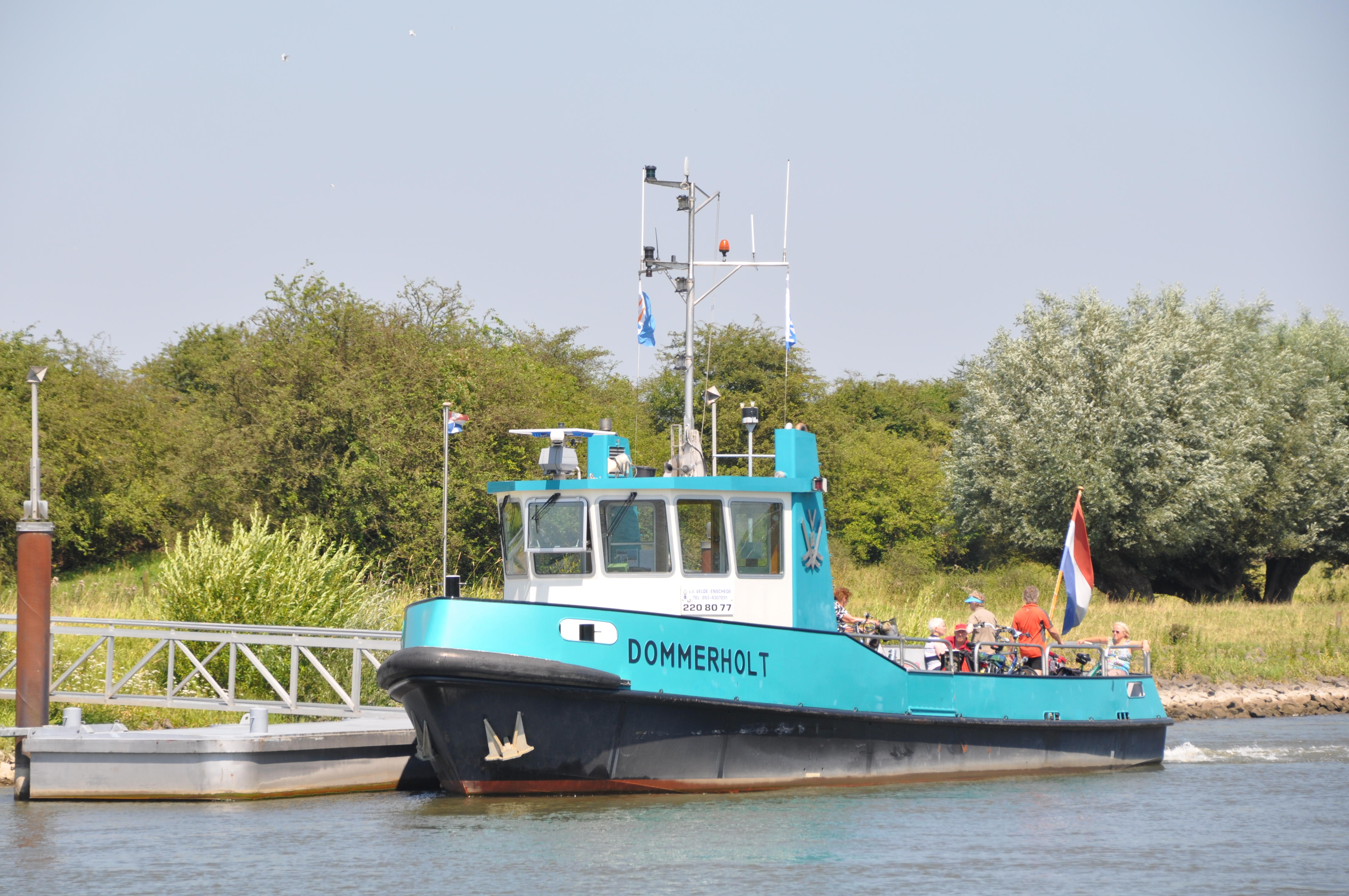
Le bateau Dommerholt effectuant la liaison sur l'IJssel avec le village de Wilp.
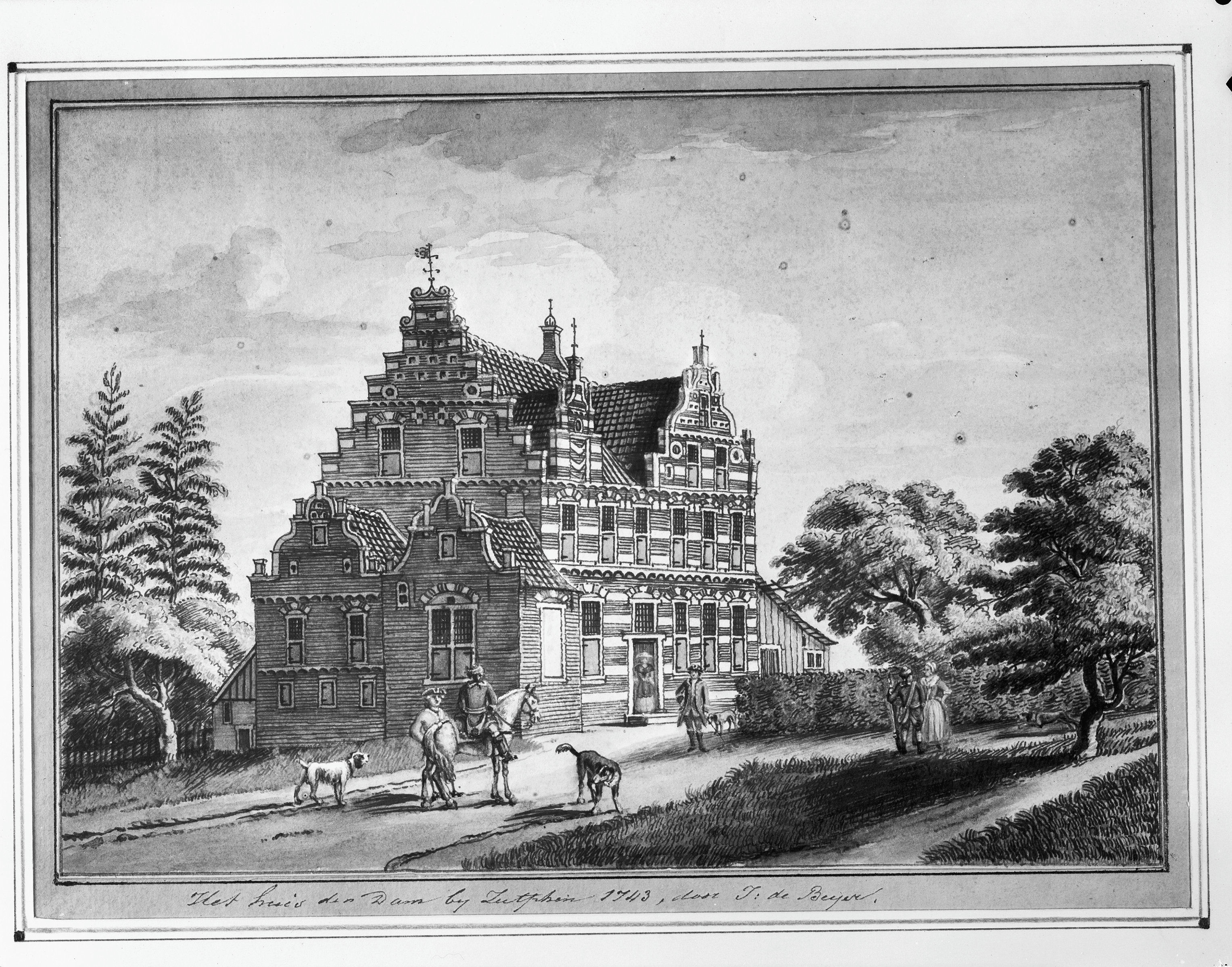
Dessin de l'ancienne bâtisse Huis de Dam près de Gorssel.
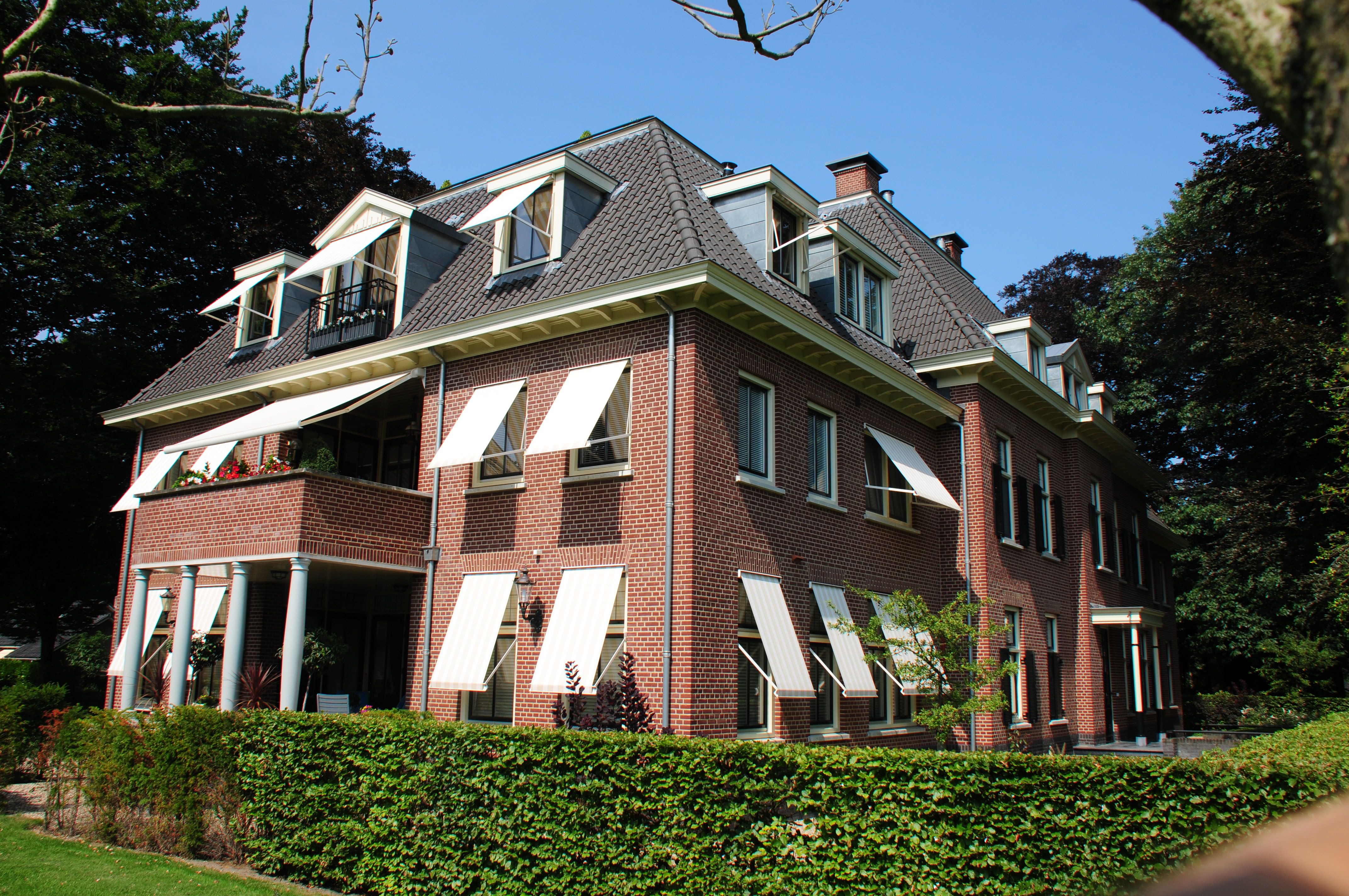
Appartements à Gorssel.

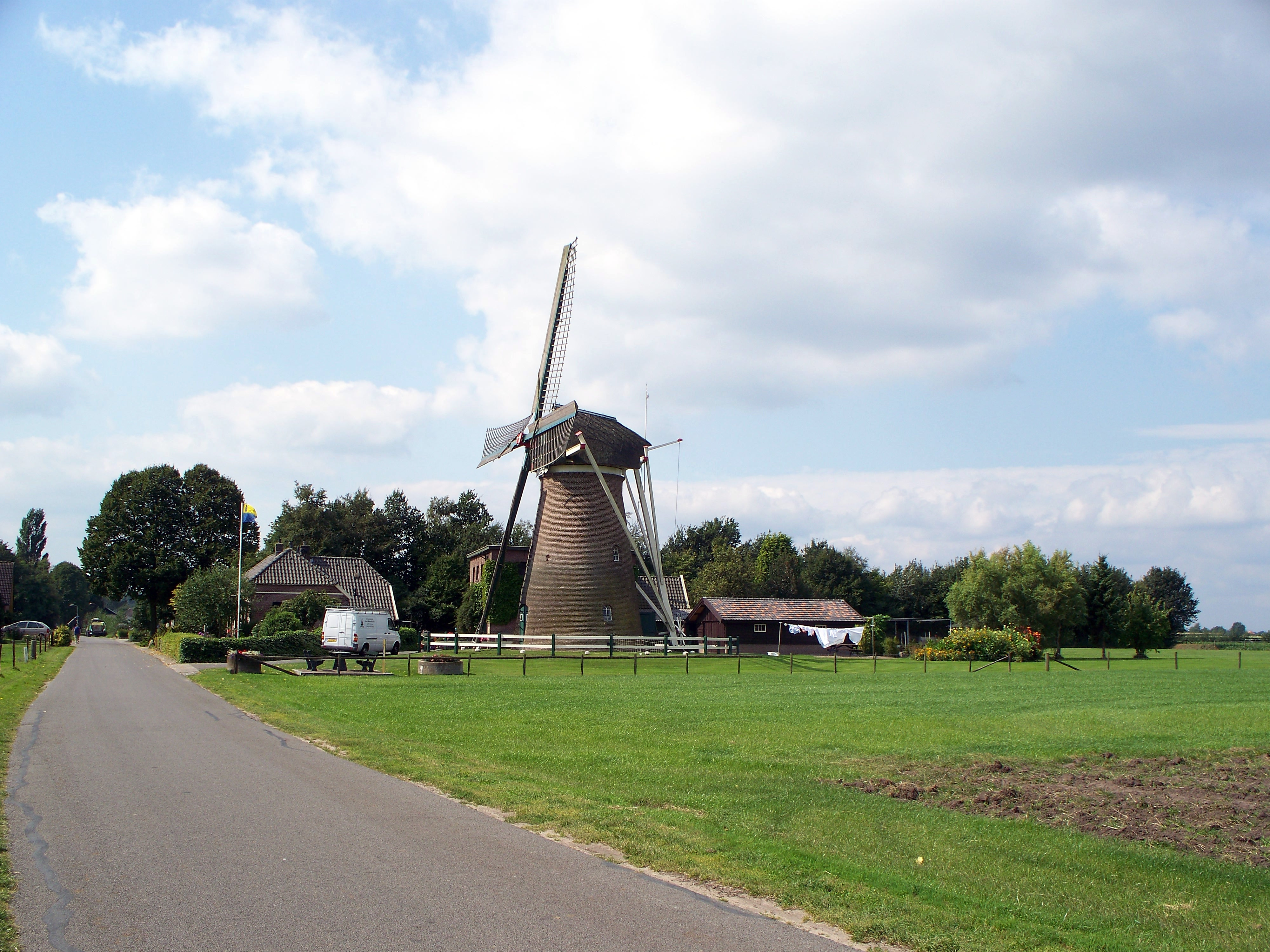
Le moulin Geertruida Cornelia, classé aux monuments nationaux depuis 2004.
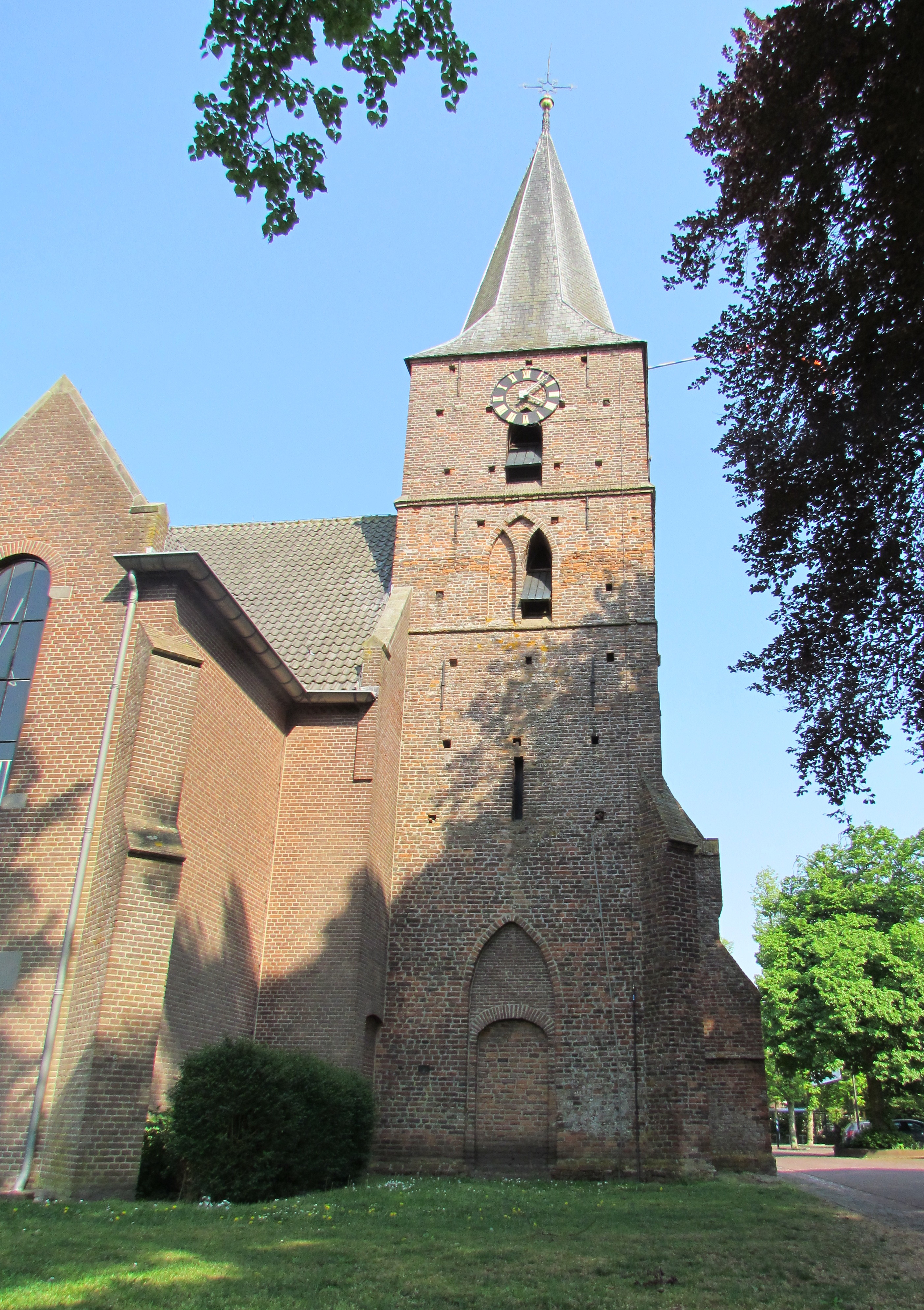
Église réformée datant du XVe siècle.
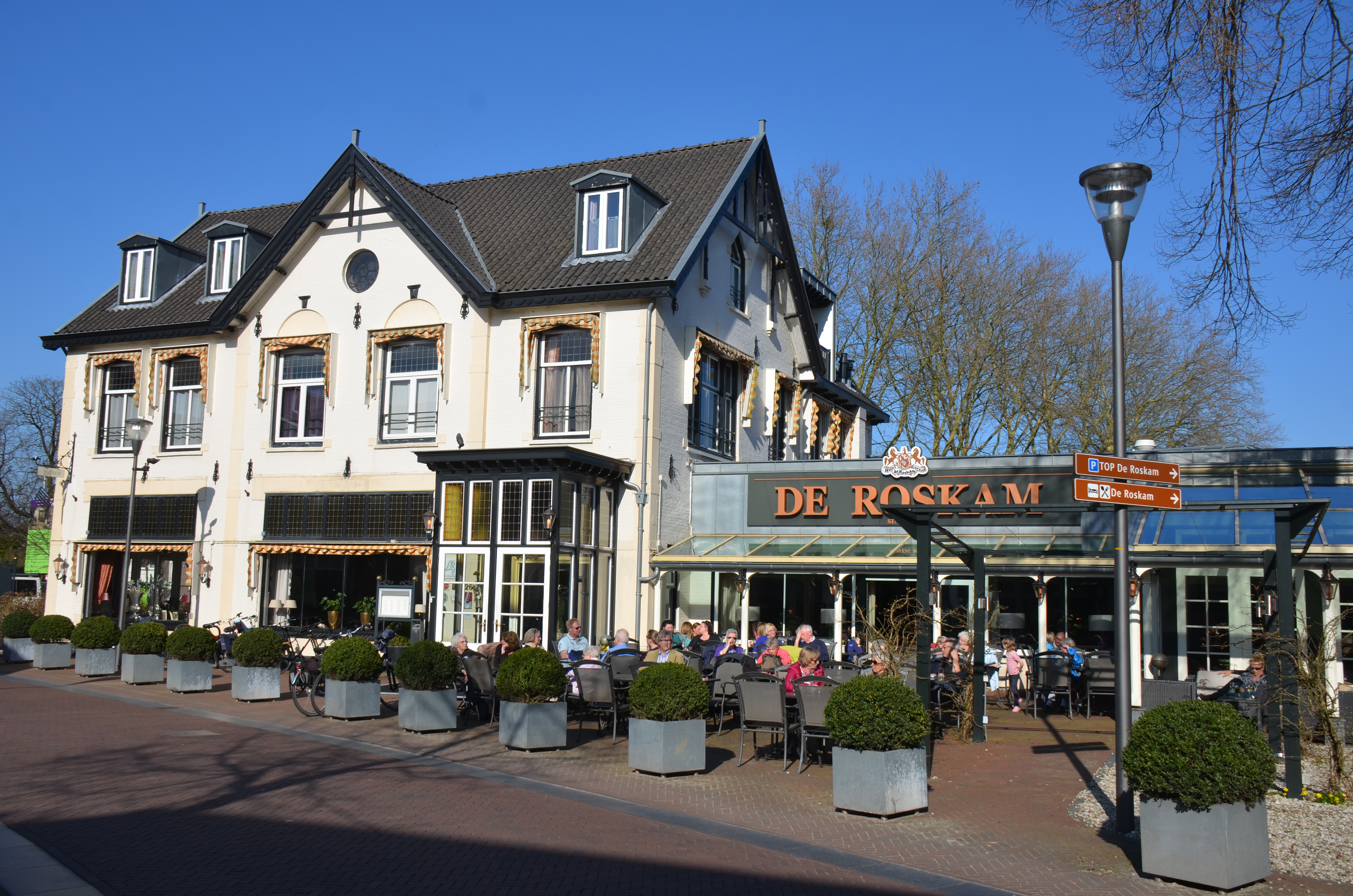
Terrasse de l'hôtel-restaurant Roskam, transformé en Loetje Gorssel en 2016.